# (17035) Velichko
(17035) Velichko (1999 FC10) – planetoida z pasa głównego asteroid okrążająca Słońce w ciągu 3,82 lat w średniej odległości 2,44 j.a. Odkryta 22 marca 1999 roku.